# Dana Fuchs
Dana Fuchs (10. januar 1976) er en amerikansk sanger og sangskriver inden for blues-genren. Hun medvirkede i 2007 desuden som Sadie i filmen Across the Universe.
Dana Fuchs har stor succes i Europa, især i Skandinavien, Holland og Italien

## Barndom
Dana Fuchs blev født i New Jersey som den yngste af seks børn og voksede op i Wildwood, Florida, som datter af Sandy og Don Fuchs. Som tolvårig blev hun medlem af "First Baptist Gospel Choir" og havde sin første offentlige optræden. Som 19-årig flyttede hun alene til New York, hvor nu efter sin søsters selvmord fandt trøst i New Yorks bluesscene, og derved mødte musikeren Jon Diamond, der på det tidspunkt spillede med Joan Osborne og Debbie Davies.

## Karriere
Dana Fuchs og Jon Diamond dannede "Dana Fuchs Band", der hurtig blev en succes i New York med udsolgte koncerter. Efter nogle år begyndte Dana og Jon at skrive deres egen musik og Dana brugte sine sange til at fortælle om hendes eget liv og krydre musikken med Rock'n'roll.
Kort tid efter blev hun hyret til hovedrollen som Janis Joplin i musicallen "Love, Janis".
I dag turnerer hun med Dana Fuchs Band – især i Europa.

## Diskografi
- Lonely For A Lifetime (Debut CD)
- Dana Fuchs Live In NYC

## Eksterne links
- DanaFuchs.com
- Dana Fuchs på Internet Movie Database (engelsk)
- Dana Fuchs på Scope
- Dana Fuchs på Svensk Filmdatabas (svensk)
- Dana Fuchs på AlloCiné (fransk)
- Dana Fuchs på AllMovie (engelsk)
- Dana Fuchs på The Movie Database (engelsk)